# Metody Terlecki
Metody Terlecki (zm. 1649) – unicki biskup chełmski.

## Życiorys
Wywodził się prawdopodobnie z rodziny Terleckich osiadłej w województwie bełskim. Przed 1626 r. wstąpił do bazylianów i uzyskał święcenia kapłańskie. Pod koniec 1626 r. rozpoczął studia w seminarium duchownym w Wiedniu, które ukończył w 1628 r. 4 lutego 1628 król Zygmunt III Waza wyznaczył go na biskupa unickiej eparchii chełmskiej, jednak faktycznym administratorem diecezji do 1630 r. pozostał metropolita Józef Welamin Rutski. W 1628 r. z uwagi na znajomość języka słowiańskiego oraz rytu wschodniego został skierowany do Uskoków, zamieszkujących region Žumberak na pograniczu Chorwacji i Słowenii, których duchowy zwierzchnik biskup Symeon w 1611 zawarł unię z Kościołem rzymskokatolickim. Celem misji Terleckiego było zbadanie położenia i sytuacji religijnej mieszkańców regionu. W lutym 1629 r. Terlecki przedstawił w Rzymie raport, którego zawartość skłoniła kardynałów z Kongregacji Rozkrzewiania Wiary (Sacra Congregatio de Propaganda Fide) do ponownego wysłania Terleckiego w ten region w charakterze misjonarza apostolskiego. Latem 1629 r. udał się on ponownie do Uskoków, wśród których pozostał przez kilka miesięcy. W 1630 r. powrócił do kraju, by objąć rządy w diecezji chełmskiej. 31 sierpnia 1630 r. w rezydencji biskupiej w Białopolu metropolita Rutski za pośrednictwem Andrzeja Piotrowicza przekazał Terleckiemu pełnię władzy w diecezji.
W początkowym okresie sprawowania urzędu Terlecki zajął się odzyskaniem utraconych wcześniej posiadłości katedry chełmskiej. Zapoczątkował w związku z tym serię procesów, z których tylko część doprowadził do końca przed swoją śmiercią. Na okres rządów Terleckiego przypada faktyczne zrównanie w prawach Kościoła unickiego i cerkwi prawosławnej przez króla Władysława IV. 14 marca 1633 król wydał dyplom, na podstawie którego prawosławni mogli posiadać i wznosić świątynie, a w dobrach królewskich miał nastąpić podział cerkwi proporcjonalnie do liczby wyznawców. Przeciwko tym postanowieniom 11 maja 1633 r. zaprotestował Terlecki, który widział w nim zagrożenie dla unii. 14 marca 1636 r. król wydał kolejny przywilej, na podstawie którego eparchia chełmska pozostała w rękach unitów, ale prawosławni zachowali na jej terytorium prawo do wielu cerkwi, klasztorów, szpitali, szkół i bractw. Nad realizacją tych postanowień czuwać miały specjalne komisje, których działalność budziła protesty i niezadowolenie zarówno po stronie unickiej, jak i prawosławnej. W rezultacie w okresie rządów Terleckiego eparchia chełmska był widownią nieustannych konfliktów, zamieszek, tumultów i grabieży. Miały one miejsce głównie w miastach: Chełmie, Hrubieszowie, Sokalu, Bełzie, Krasnymstawie, Tyszowcach, Parczewie. Miały one gwałtowny przebieg, włącznie z siłowym odbieraniem świątyń, niszczeniem wyposażenia oraz atakami na wiernych i duchownych z obu stron. Do zamieszek dochodziło także na terenach wiejskich. 25 lutego 1634 r. prawosławni chłopi ze wsi Maszów koło Lubomla nie dopuścili do wizytacji cerkwi, napadli na biskupa i osoby mu towarzyszące, zmuszając ich do ucieczki. Do jeszcze bardziej dramatycznych wydarzeń doszło pod koniec 1648 r., kiedy to Ziemia chełmska znalazła się w zasięgu powstania Chmielnickiego. Miały wówczas miejsce liczne prześladowania unitów zarówno ze strony Kozaków, jak i miejscowych prawosławnych. Zginęło wówczas wielu duchownych unickich oraz zniszczono wiele świątyń, w tym katedrę chełmską. W Krasnymstawie zniszczone zostały cenne archiwalia. Spalony został Hrubieszów. Największe straty diecezja poniosła na południu, w rejonie Potylicza, Magierowa, Narola i Lipska. W Lipsku po miesięcznym oblężeniu przez mieszkańców okolicznych wsi i oddziału kozackiego zamordowano według relacji świadków około 2000 osób, zarówno mieszkańców, jak i uciekinierów ze wschodu (Polaków, Żydów i Rusinów-unitów).
Mimo trudności, Terlecki konsekwentnie działał na rzecz umocnienia unii, odnosząc przy tym znaczące sukcesy. W 1641 r. do unii przystąpili mieszczanie krasnostawscy, a dwa lata później ostrowscy. Sukcesom tym sprzyjał fakt, że Terlecki okazał się jednym z najbardziej światłych i energicznych rządców diecezji. W latach 1638–1640 dokonał przebudowy katedry chełmskiej oraz zbudował istniejący do dziś gmach klasztoru bazyliańskiego. Przy okazji przeprowadził prawdopodobnie pierwsze w nowożytnej Polsce badania archeologiczne. Przy katedrze powołał dwa bractwa - Narodzenie oraz Niepokalanego Poczęcia NMP. Doceniając rolę wykształcenia, w 1639 r. utworzył w Chełmmie gimnazjum, powierzając jego prowadzenie swojemu przyszłemu następcy, Jakubowi Suszy. Gimnazjum musiało cieszyć się sporą popularnością także wśród katolickich mieszkańców eparchii, skoro synod katolickiej diecezji chełmskiej 15 kwietnia 1644 r. zabronił młodzieży rzymskokatolickiej pod karą ekskomuniki podejmowanie nauki w gimnazjum unickim. Postanowienia synodu świadczą o stałych napięciach i konfliktach (m.in. o dziesięciny) między unitami i katolikami. Terlecki podjął też starania o założenie w Chełmie drukarni, której celem było drukowanie (czcionkami cyrylickimi) słowiańskich ksiąg liturgicznych i literatury religijnej. Mimo uzyskania zgody w Rzymie, projekt ten nie doczekał się realizacji z powodu wybuchu powstania Chmielnickiego. 
Pod wpływem dramatycznych wydarzeń z nim związanych, Terlecki po powrocie z klasztoru w Supraślu zmarł w Chełmie 7 czerwca 1649 r..